# مسجد کوچک آبشور
مسجد کوچک آبشور مربوط به دوره قاجار است و در یزد، خیابان امام خمینی، محله آبشور واقع شده و این اثر در تاریخ ۲۴ اسفند ۱۳۸۳ با شمارهٔ ثبت ۱۱۶۴۸ به‌عنوان یکی از آثار ملی ایران به ثبت رسیده‌است.